# ناحیه اون-بیتانتای
ناحیه اِوِن-بیتانتای (به لاتین: Eveno-Bytantaysky National District) یک ناحیه (شهرستان) در روسیه است که در یاقوتستان واقع شده‌است.